# Mordercze mrówki
Mordercze mrówki (ang. The Hive) – amerykański horror z 2008 roku w reżyserii Petera Manusa. Wyprodukowany przez RHI Entertainment.
Premiera filmu miała miejsce 17 lutego 2008 roku na antenie Syfy.

## Opis fabuły
Len (Kal Weber) zakłada w Los Angeles firmę specjalizującą się w zabijaniu owadów. Dowiaduje się o istnieniu mrówek, które dziesiątkują ludność Azji. Wraz z kolegą wybiera się w daleką podróż, by unicestwić insekty. Do Azji udaje się też była dziewczyna Lena, Claire, która jest przeciwna ich misji.

## Obsada
- Tom Wopat jako Bill
- Kal Weber jako doktor Horace "Len" Lennart
- Elizabeth Healey jako Claire Dubois
- Mark Ramsey jako Cortez
- Jessica Reavis jako Debs
- Elizabeth Bodner jako Ying
- Pisek Intarakanchit jako Chang
- Nicky Tamrong jako Minister Zhing